# Linkuva

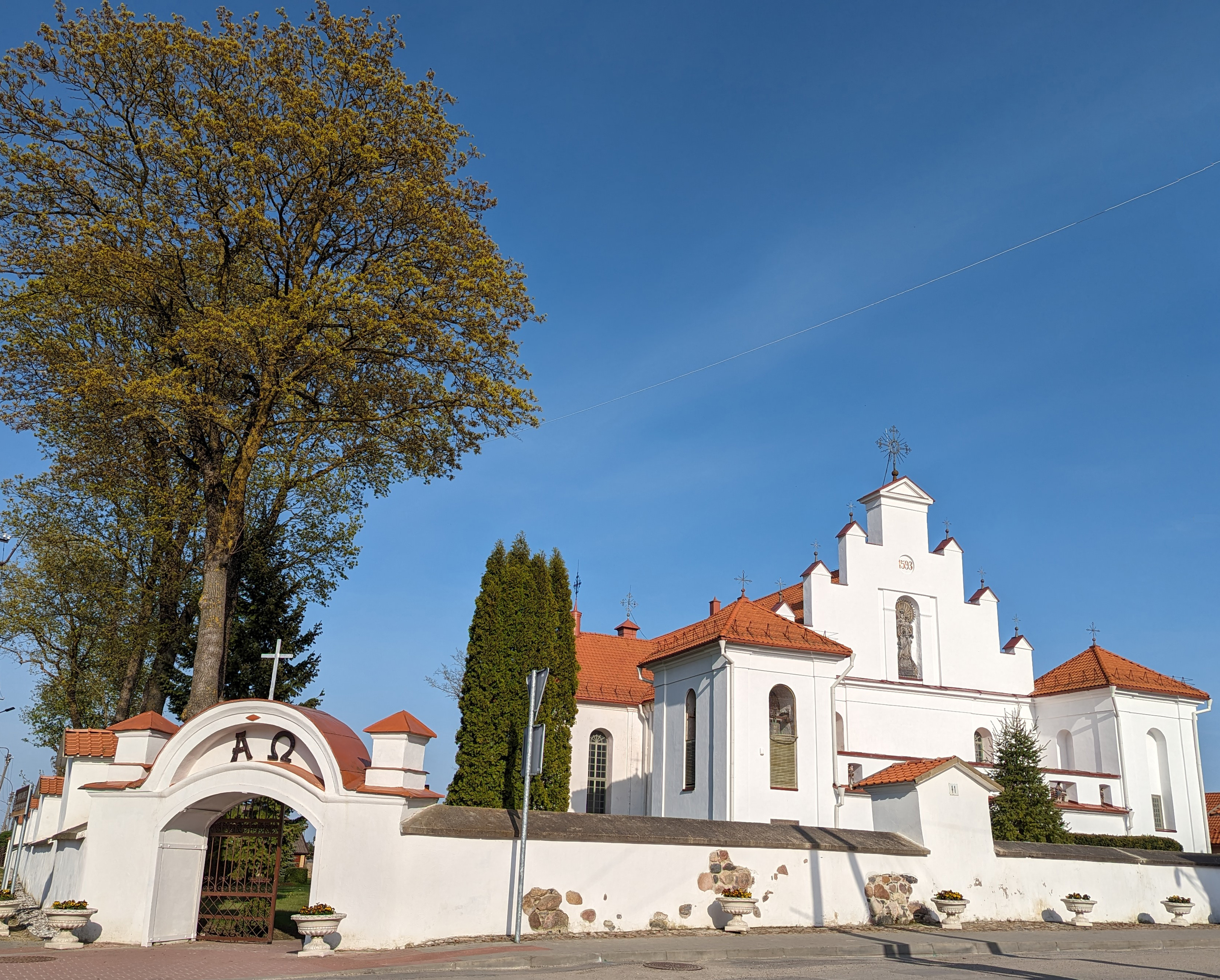
Kirche von Linkuva

Linkuva ist eine Stadt in der Rajongemeinde Pakruojis (Bezirk Šiauliai), Litauen und liegt 15 Kilometer nordöstlich von Pakruojis an den Fernstraßen KK15 und KK211 sowie KK152. Es ist das Zentrum des Amtsbezirks Linkuva. Die Stadt wird als Urbanistik-Denkmal geschützt. Sie ist eine der ältesten Städte in Semgallen. Es gibt eine Ambulanz, die Sonderschule Linkuva, eine Krippe (Kindergarten) und ein Kulturhaus. Linkuva ist seit 1371 bekannt. Seit 1500 gab es Gutshof Linkuva. 1500 oder 1501 wurde die erste Kirche Linkuva gebaut.

## Sehenswürdigkeiten
- Kirche
- Synagoge

## Personen
- Vladas Garastas (* 1932), Trainer
- Virginija Gaigalaitė (* 1954), Mediziner
- Vilija Blinkevičiūtė (* 1960), Politikerin